# Seznam ameriških golfistov
Seznam ameriških golfistov.

## A
Tommy Aaron - Amy Alcott - Stewart Alexander - Willie Anderson (golfist) - Billy Andrade - George Archer - Tommy Armour - Debbie Austin - Woody Austin - Dugan Aycock - Paul Azinger - 

## B
Aaron Baddeley - Miller Barber - Jim Barnes - Frank Beard - Rich Beem - Notah Begay III. - Patty Berg - Susie Berning - Jane Blalock - Erica Blasberg - Bob Biniak - Julius Boros - Pat Bradley - Mike Brady (golfist) - Mark Brooks (golfist) - Olin Browne - Bart Bryant - Billy Burke - Jack Burke mlajši - Marge Burns - Brandie Burton - 

## C
Mark Calcavecchia - Chad Campbell - Donna Caponi - JoAnne Carner - Billy Casper - Ferdie Catropa - Don Cherry (golfist) - Michael Christie - Stewart Cink - Bobby Clampett - John Cook (golfist) - Harry Cooper (golfist) - Fred Couples - Paula Creamer - Ben Crenshaw - Bobby Cruickshank - Ben Curtis (golfist) - 

## D
John Daly (golfist) - Beth Daniel - Jimmy Demaret - Chris DiMarco - Leo Diegel - Allen Doyle - Ed Dudley - Joe Durant - Olin Dutra - David Duval - 

## E
Shirley Englehorn - Chick Evans - 

## F
Johnny Farrell - Brad Faxon - Bruce Fleisher - Raymond Floyd - James Foulis - Fred Funk - Jim Furyk - 

## G
Jane Geddes - Natalie Gulbis - Ralph Guldahl - 

## H
Fred Haas - Walter Hagen - Marlene Hagge - Todd Hamilton - Beverly Hanson - Butch Harmon - Claude Harmon - E.J. Harrison - Mark Hayes (golfist) - Sandra Haynie - Ben Hogan - Charles Howell III. - Jock Hutchison - 

## I
Juli Inkster - Hale Irwin - 

## J
Peter Jacobsen - Betty Jameson - Lee Janzen - Rosie Jones - Steve Jones (golfist) - 

## K
Jerry Kelly - Cristie Kerr - Betsy King - Peggy Kirk Bell - Tom Kite - 

## L
Larry Laoretti - Tom Lehman - Tony Lema - Justin Leonard - Gene Littler - Nancy Lopez - Davis Love III. - Hilary Lunke - 

## M
Fred McLeod - Meg Mallon - Lloyd Mangrum - Carol Mann - Casey Martin - Billy Mayfair - Gary McCord - Mark McCumber - John McDermott - Harold »Jug« McSpaden - Rocco Mediate - Shaun Micheel - Phil Mickelson - Cary Middlecoff - Johnny Miller - Mary Mills - Larry Mize - Gil Morgan - 

## N
Byron Nelson - Larry Nelson - Betty Hicks Newell - Jack Nicklaus - Andy North - 

## O
Mark O'Meara - Francis Ouimet - 

## P
Arnold Palmer - Sandra Palmer - Corey Pavin - Harvey Penick - Dottie Pepper - Kenny Perry - Morgan Pressel - 

## R
Judy Rankin - Betsy Rawls - Mike Reid (golfist) - Deb Richard - Loren Roberts - Bill Rogers (golfist) - Paul Runyan - Ryan Moore - 

## S
Doug Sanders - Gene Sarazen - Patty Sheehan - John Matthew Shippen mlajši - Denny Shute - Charlie Sifford - Scott Simpson - Horton Smith - Marilynn Smith - Sam Snead - Hollis Stacy - Craig Stadler - Payne Stewart - Dave Stockton - Curtis Strange - Steve Stricker - Louise Suggs - Hal Sutton - 

## T
David Toms - Jerome Travers - Lee Trevino - Sherri Turner - 

## V
Ken Venturi - Scott Verplank - 

## W
Lanny Wadkins - Duffy Waldorf - Art Wall mlajši - Tom Watson (golfist) - Tom Weiskopf - Lawrence Whistler - Kathy Whitworth - Michelle Wie - Tiger Woods - Mickey Wright - 

## Z
Babe Zaharias - Fuzzy Zoeller - 